# Finale della Coppa delle nazioni africane 2013
La finale della Coppa delle nazioni africane 2013 si disputò il 10 febbraio 2013 all'FNB Stadium a Johannesburg tra le nazionali di Nigeria e Burkina Faso. La partita fu vinta per 1-0 dalla Nigeria, che ottenne il suo terzo trofeo nella massima competizione tra nazionali maschili africane.

## Le squadre
| Squadra      | Finali (o spareggi) disputate in precedenza (il grassetto indica la vittoria) |
| ------------ | ----------------------------------------------------------------------------- |
| Nigeria      | 6 (1980, 1984, 1988, 1990, 1994, 2000)                                        |
| Burkina Faso | Nessuna partecipazione                                                        |

## Cammino verso la finale
Entrambe le nazionali erano reduci di un recente periodo di scarsa fortuna: dopo il terzo posto nel 2010, la Nigeria non era nemmeno riuscita a qualificarsi per l'edizione successiva del 2012, mentre il Burkina Faso, pur avendo raggiunto le semifinali nel torneo ospitato nel 1998, non aveva mai vinto una partita in trasferta nella storia della competizione, e stava conseguendo una striscia di 26 incontri finiti senza una vittoria. Il salvataggio della Nigeria era arrivato con il nativo Stephen Keshi, che aveva portato nella nazionale giocatori freschi come Sunday Mba, Godfrey Oboabona, Victor Moses, Vincent Enyeama, Emmanuel Emenike, Brown Ideye, Mikel John Obi e Uwa Elderson Echiéjilé (i primi due giocavano nei club nativi, mentre gli altri all'estero). La riscossa del Burkina Faso era invece arrivata al momento della partita contro la Rep. Centrafricana durante il secondo turno di qualificazione, grazie a un gol di Alain Traoré che contribuì al 3-2 complessivo.
Entrambe le nazionali vennero sorteggiate nel girone C della fase a gironi del torneo, insieme a Etiopia e Zambia, e la prima giornata finì con un pareggio per tutte le quattro nazionali sorteggiate: prima Zambia-Etiopia e poi Nigeria-Burkina Faso (Emmanuel Emenike segnò abbastanza presto il gol del vantaggio delle Super Aquile, ma la partita tornò in equilibrio con il gol degli Stalloni di Traoré). Nella seconda giornata, il copione si ripeté per la Nigeria: contro lo Zambia che aveva vinto a sorpresa l'edizione dell'anno prima, Emenike segnò di nuovo il gol del vantaggio, che però fu vanificato dal rigore del portiere zambiano Kennedy Mweene (che già aveva segnato uno dei rigori della finale del 2012). Il Burkina Faso riuscì invece a compiere uno strepitoso 4-0 contro l'Etiopia, con doppietta di Traoré e gol di Djakaridja Koné e Jonathan Pitroipa, assicurandosi così il passaggio del turno. Nella terza e ultima giornata i ruoli si invertirono: i burkinabè pareggiarono a reti bianche contro lo Zambia, mentre la Nigeria sconfisse l'Etiopia 2-0 con due rigori di Victor Moses, centrocampista del Chelsea, negli ultimi dieci minuti (nel secondo, il portiere etiope Sisay Bancha venne espulso per somma di ammonizioni e sostituito tra i pali dall'attaccante Saladin Said, a causa dell'esaurimento delle sostituzioni da parte del CT etiope Sewnet Bishaw). In tal modo, entrambe le future finaliste finirono il girone a 5 punti pari merito, e il Burkina Faso finì primo per via della differenza reti maggiore.
Ai quarti, il 3 febbraio la Nigeria affrontò e batté per 3-1 la Costa d'Avorio, prima classificata nel girone D: Emenike segnò l'1-0 del primo tempo, e nonostante gli ivoriani pareggiassero al 50° con Cheik Tioté, Mba riportò le Super Aquile in vantaggio e portando il risultato finale sul 2-1. Il Burkina Faso giocò invece contro il Togo, e vinse 1-0 con il gol di Pitroipa al 105°. Le semifinali si svolsero il 6 febbraio, e la Nigeria giocò per prima contro il Mali: la partita finì 4-1 per le Super Aquile con i gol di Echiéjilé, Ideye ed Emenike nel primo tempo e di Ahmed Musa nella ripresa, a cui seguì l'inutile gol maliano di Cheick Diarra. Il Burkina Faso sfidò invece il Ghana, in una partita non poco combattuta: il ghanese Mubarak Wakaso segnò al 12° il rigore del vantaggio, ma i burkinabè pareggiarono al 60° con Aristide Bancé; finiti anche i supplementari, nella lotteria ai rigori i ghanesi sbagliarono per primi con Vorsah, e dopo la seconda coppia di rigori andata a segno la situazione tornò in parità con il rigore parato di Koulibaly, salvo poi pendere di nuovo a favore dei burkinabè che infine vinsero la lotteria 3-2, ottenendo così il pass per la loro prima finale storica nella Coppa d'Africa.

### Tabella riassuntiva del percorso
| Squadra      | Pt | G | DR |
| ------------ | -- | - | -- |
| Burkina Faso | 5  | 3 | +4 |
| Nigeria      | 5  | 3 | +2 |
| Zambia       | 3  | 3 |    |
| Etiopia      | 1  | 3 |    |

| Squadra      | Pt | G | DR |
| ------------ | -- | - | -- |
| Burkina Faso | 5  | 3 | +4 |
| Nigeria      | 5  | 3 | +2 |
| Zambia       | 3  | 3 |    |
| Etiopia      | 1  | 3 |    |

## Descrizione della partita
Già nella prima parte della partita, la Nigeria cercò il vantaggio con attacchi ai fianci da parte di Victor Moses, e due occasioni gol dalla breve distanza per le Super Aquile: la prima fu un tiro di testa al 17° da Efe Ambrose su punizione di Moses, mentre l'altra fu un tiro di Brown Ideye che finì alto sopra la traversa. Da parte loro, i burkinabè, più stanchi a inizio partita, ebbero meno occasioni nel primo tempo, che passarono piuttosto a difendere la loro metà campo. Dopo 40 minuti, il nigeriano Sunday Mba segnò l'unico gol della partita: dopo aver preso una palla deviata, egli prima superò il portiere avversario Mohamed Koffi con un sombrero di destro e poi concluse al volo con un sinistro.
Al rientro in campo, i galvanizzati nigeriani cercarono di chiudere l'incontro, sfiorando più volte il gol del 2-0. I burkinabè provarono a costruire qualche palla gol, sfruttando la stanchezza degli avversari, ma non riuscirono a concretizzare e a trovare il gol del pareggio: ci provò l'attaccante sostituto Wilfried Sanou, il cui tiro fu però respinto per un soffio dal portiere nigeriano Vincent Enyeama. Con l'ingresso di Musa, la Nigeria creò diverse occasioni che però non andarono a buon fine. L'incontro terminò così sull'1-0, consegnando alle Super Aquile il terzo titolo continentale.

## Tabellino
| Arbitro: | Haimoudi |

|         |           |  |
| Mba 40’ | Marcatori |  |

| Nigeria | Burkina Faso |

| Nigeria       |    |                        |       |     |
|               |    |                        |       |     |
| P             | 1  | Vincent Enyeama        |       |     |
| DD            | 5  | Efe Ambrose            |       |     |
| DC            | 22 | Kenneth Omeruo         | 57’   |     |
| DC            | 14 | Godfrey Oboabona       |       |     |
| DS            | 3  | Uwa Elderson Echiéjilé |       | 66’ |
| CDIF          | 17 | Ogenyi Onazi           | 38’   |     |
| CDIF          | 10 | Mikel John Obi         | 57’   |     |
| CC            | 19 | Sunday Mba             |       | 89’ |
| AD            | 11 | Victor Moses           |       |     |
| AS            | 8  | Brown Ideye            | 90+2’ |     |
| AC            | 15 | Ikechukwu Uche         |       | 54’ |
| Sostituzioni: |    |                        |       |     |
| AC            | 7  | Ahmed Musa             |       | 54’ |
| DS            | 21 | Juwon Oshaniwa         | 71’   | 66’ |
| DC            | 2  | Joseph Yobo            |       | 89’ |
| CT:           |    |                        |       |     |
| Stephen Keshi |    |                        |       |     |

| Burkina Faso  |    |                       |     |     |
|               |    |                       |     |     |
| P             | 1  | Daouda Diakité        |     |     |
| DD            | 5  | Mohamed Koffi         |     |     |
| DC            | 4  | Bakary Koné           |     |     |
| DC            | 8  | Paul Koulibaly        |     | 84’ |
| DS            | 12 | Saïdou Panandétiguiri |     |     |
| CC            | 6  | Djakaridja Koné       |     | 90’ |
| CC            | 7  | Florent Rouamba       | 33’ | 65’ |
| COFF          | 18 | Charles Kaboré        |     |     |
| AD            | 22 | Préjuce Nakoulma      |     |     |
| AS            | 11 | Jonathan Pitroipa     |     |     |
| AC            | 15 | Aristide Bancé        |     |     |
| Sostituzioni: |    |                       |     |     |
| AS            | 20 | Wilfried Sanou        |     | 65’ |
| AC            | 9  | Moumouni Dagano       |     | 84’ |
| CC            | 21 | Abdou Razack Traoré   |     | 90’ |
| CT:           |    |                       |     |     |
| Paul Put      |    |                       |     |     |

| Uomo partita - Mikel John Obi Fair Player of the Match - Bakary Koné Assistenti arbitrali - Redouane Achik - Jean-Claude Birumushahu Quarto uomo - Rajindraparsad Seechurn |

## Conseguenze
Con la vittoria che consegnò alla Nigeria il suo terzo titolo continentale, il suo CT Stephen Keshi divenne il secondo individuo, dopo l'egiziano Mahmoud El-Gohary che aveva vinto il suo trofeo nel 1959, a vincere la Coppa delle Nazioni sia da calciatore che da allenatore, avendo infatti già alzato il trofeo nell'edizione Tunisia 1994, 19 anni prima.